# Philipp Heinrich Friedrich Sievers

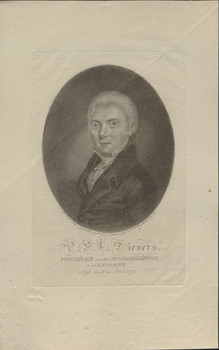

Philipp Heinrich Friedrich Sievers (* 9. April 1775 in Dannenberg (Elbe); † 15. Dezember 1851 in Hannover) war ein deutscher evangelisch-lutherischer Geistlicher.

## Leben
Sievers wurde 1775 im Kurfürstentum Braunschweig-Lüneburg zur Zeit der Personalunion zwischen Großbritannien und Hannover als Sohn des in Dannenberg tätigen Rektors und später in Schnega tätigen Pastors Sievers geboren. Seine Kindheit und Jugend verlebte Sievers in Schnega, wo er von seinem Vater seinen ersten Unterricht erhielt. So vorbereitet, konnte er die im benachbarten preußischen Salzwedel betriebene Lateinschule (heute Friedrich-Ludwig-Jahn-Gymnasium) besuchen. Anschließend studierte er zunächst von Ostern 1794 bis 1796 in Halle an der Friedrichs-Universität und schließlich bis 1797 in Göttingen an der Georg-August-Universität.
In der Folge wirkte Sievers an seinem Geburtsort Dannenberg als Hauslehrer bei seinem späteren Schwiegervater, dem Oberamtmann Carl Johann Samuel Grote. Nach einem Intermezzo als Prädikant in Uelzen, nahm er erneut eine Stelle als Hauslehrer an, diesmal in Clausthal im Oberharz bei dem Berghauptmann und späteren Minister Franz von Meding.
1805 wurde Sievers als Hilfsprediger an die Schlosskirche im Leineschloss zu Hannover berufen. Nachdem er parallel zu dieser Aufgabe einige Jahre die unbesetzte Stelle des Predigers an der alten Garnisonkirche verwaltet hatte, wurde ihm 1811 das Primariat der hannoverschen Kreuzkirche übertragen. Während der „Franzosenzeit“ schrieb Sievers, der bald „zu den ausgezeichnetesten Predigern seines Vaterlandes“ gezählt wurde, 1813 seine Predigten unter dem Titel Der Kampf gegen den Geist der Zeit nieder. Nach dem Tod von Johann Friedrich Evers trat Sievers 1827 oder 1826 dessen Nachfolge als 19. Senior des städtischen Geistlichen Ministeriums an.
Gemeinsam mit seiner Ehefrau legierte er 1850 aus ihrem Privatvermögen für mildtätige Stiftungen
- 4000 Silberrubel (?) für das seinerzeit vor Hannover eingerichtete Schwesternhaus;
- 3000 Mark B. für Stipendien für studierende Söhne von Mitgliedern des geistlichen Ministeriums; sowie
- 3000 Mark B. für unverheiratet gebliebene Töchter derselben.[1]

Zu Michaelis 1851 wurde Sievers wegen zunehmender Schwäche der Pastor Mollenhauer als Kollaborator zur Seite gestellt. Nur wenige Wochen später starb Sievers jedoch. Er wurde am 20. Dezember 1851 beigesetzt.
Im Nachruf wurde Sievers „beliebt und hochgeachtet“ genannt; „er predigte den Glauben nicht allein, sondern er offenbarte ihn auch in seinen Worten und Werken“.

## Familie
Philipp Sievers war seit dem 19. Januar 1812 mit Dorothee geb. Grote verheiratet. Eine gemeinsame Tochter war Sophie Elisabeth Sievers (* um 1814; † 22. April 1874). Weitere Kinder von Philipp und Dorothee Sievers waren sehr wahrscheinlich, jedoch ohne weitere Lebensdaten, Mathilde Johanne Sophie Dorothee, Charlotte Karoline Dorothee Wilhelmine sowie Bodo Johann Friedrich Sievers.
Sein Neffe war Ferdinand Sievers, der 1823 im Alter von 7 zum Waisenkind wurde. Philipp nahm ihn in sein Haus auf und sorgte für ihn zwölf Jahre lang. Wie sein Ziehvater studierte Ferdinand Theologie in Göttingen. Später wanderte er aus und wurde Pastor in Frankenlust Township.

## Schriften
- Zwey Predigten, am 31. Decbr. 1809 und am 1. Januar 1810 gehalten, Hannover 1810[5]
- Der Kampf gegen den Geist der Zeit, in Predigten, Hannover 1813[5]

## Sonstiges
Im Datensatz der Deutschen Nationalbibliothek (DNB) zu P. H. F. Sievers ist die Vermutung formuliert, Sievers wäre „eventuell auch Freimaurer“ gewesen.